# Молозиново
Молозиново — деревня в Ивняковском сельском поселении Ярославского района Ярославской области России.

## География
Деревня расположена по обе стороны автодороги Р-132 «Золотое кольцо».

## История
В 2006 году деревня вошла в состав Ивняковского сельского поселения образованного в результате слияния Ивняковского и Бекреневского сельсоветов.

## Население
| 2007 | 2010 |
| ---- | ---- |
| 9    | ↗23  |

### Историческая численность населения
По состоянию на 1859 год в деревне было 14 домов и проживало 109 человека.
По состоянию на 1989 год в деревне проживало 22 человека.

### Национальный и гендерный состав
Согласно результатам переписи 2002 года, в национальной структуре населения русские составляли 100 % из 5 чел., из них 4 мужчины, 1 женщина.
Согласно результатам переписи 2010 года население составляют 9 мужчин и 14 женщин.

## Инфраструктура
Основа экономики — личное подсобное хозяйство. По состоянию на 2021 год большинство домов используется жителями для постоянного проживания и проживания в летний период. Вода добывается жителями из личных колодцев. Имеется таксофон (около дома №4).
Почтовое отделение №150509, расположенное в деревне Дорожаево, на март 2022 года обслуживает в деревне 33 дома.

## Транспорт
В шаговой доступности остановка общественного транспорта «Молозиново». Обслуживается автобусными маршрутами №№153 (Ярославль-Главный — Курба), 164 (Ярославль-Главный — Большое село), 165 (Ярославль-Главный — Тутаев), 169 (Ярославль-Главный — Варегово), 502 (Углич — Ярославль), 512 (Мышкин — Ярославль).